# Hemiphractus scutatus
Hemiphractus scutatus és una espècie de granota que es troba al Brasil, Colòmbia, l'Equador, Perú i, possiblement també, a Bolívia.